# 다우다 소 (권투 선수)
다우다 뎀바 소(프랑스어: Daouda Demba Sow, 1983년 1월 19일~)는 프랑스의 전직 권투 선수로 2008년 하계 올림픽 남자 라이트급 은메달을 획득했다. 